# Jeorjos Wersis
Jeorjos Wersis (grec. Γεώργιος Βερσής; ur. 1894, zm. ?) – szermierz, szpadzista reprezentujący Grecję, uczestnik letnich igrzysk olimpijskich w 1912 roku.